# Aron Sztarkman
Aron Sztarkman, biał. Арон Майсяёнак (Манышонак) Штаркман (ur. 1903 w Parczewie, zm. 26 maja 1938 w Mińsku) – białoruski działacz komunistyczny, nauczyciel, ekonomista, dyrektor Białoruskiego Państwowego Instytutu Gospodarki Narodowej (1936–1937).
Urodził się w rodzinie robotników. W 1925 roku przyjęty do Komunistycznej Partii Związku Radzieckiego WKP(b). W 1928 roku ukończył technikum pedagogiczne, pracował jako nauczyciel, a później również dyrektor szkoły średniej w Kojdanowie.
Od 1932 do 1935 roku kontynuował kształcenie przy Akademii Nauk Białoruskiej SRR oraz wykładał w Instytucie Gospodarki Narodowej, którego dyrektorem był w latach 1936–1937.
3 marca 1938 roku aresztowany pod zarzutem szpiegostwa na rzecz II Rzeczypospolitej, dwa miesiące później skazany przez NKWD na karę śmierci przez rozstrzelanie. W 1958 roku zrehabilitowany.